# Casanare (departman)
Casanare je kolumbijski departman u zapadnom dijelu države. Glavni grad je Yopal. Prema podacima iz 2005. godine u departmanu živi 282.452 stanovnika te je 26 kolumbijski deparman po broju stanovnika. Sastoji se od 19 općina.

## Općine
U departmanu Casanare se nalazi 19 općina:
1. Aguazul
2. Chameza
3. Hato Corozal
4. La Salina
5. Maní
6. Monterrey
7. Nunchía
8. Orocue
9. Paz de Ariporo
10. Pore
11. Recetor
12. Sabanalarga
13. Sacama
14. San Luis de Palenque
15. Tamara
16. Tauramena
17. Trinidad
18. Villanueva
19. Yopal

## Vanjske poveznice
- Službene stranice